# Monção (Portogallo)
Monção (mõ'sɐ̃ũ) è un comune portoghese di 19 956 abitanti situato nel distretto di Viana do Castelo.

## Società

### Evoluzione demografica
| Popolazione di Monção (1801 – 2004) | Popolazione di Monção (1801 – 2004) | Popolazione di Monção (1801 – 2004) | Popolazione di Monção (1801 – 2004) | Popolazione di Monção (1801 – 2004) | Popolazione di Monção (1801 – 2004) | Popolazione di Monção (1801 – 2004) | Popolazione di Monção (1801 – 2004) | Popolazione di Monção (1801 – 2004) |
| ----------------------------------- | ----------------------------------- | ----------------------------------- | ----------------------------------- | ----------------------------------- | ----------------------------------- | ----------------------------------- | ----------------------------------- | ----------------------------------- |
| 1801                                | 1849                                | 1900                                | 1930                                | 1960                                | 1981                                | 1991                                | 2001                                | 2004                                |
| 12095                               | 14983                               | 26077                               | 24585                               | 27393                               | 23799                               | 21799                               | 19956                               | 19842                               |

## Freguesias
| - Abedim - Anhões - Badim - Barbeita - Barroças e Taias - Bela - Cambeses - Ceivães - Cortes - Lapela - Lara | - Longos Vales - Lordelo - Luzio - Mazedo - Merufe - Messegães - Monção - Moreira - Parada - Pias - Pinheiros | - Podame - Portela - Riba de Mouro - Sá - Sago - Segude - Tangil - Troporiz - Troviscoso - Trute - Valadares |